# Malagueña
Se llama malagueñas a un palo del flamenco que es tradicional de Málaga, en la comunidad autónoma de Andalucía (España), de ahí su nombre. Procede de los antiguos fandangos malagueños. Se convierte en estilo flamenco en la primera mitad del siglo XIX. Este cante que tiene un gran registro melódico tiene baile propio que se baila en la provincia de Málaga y se puede bailar con el traje de bolero que tiene cuerpo de terciopelo o con el traje de marenga. Se acompaña con la guitarra por arriba, y es un cante ad líbitum.

## Guitarra
Su acompañamiento es ad líbitum, porque el cantaor puede alargar los tercios a voluntad, y algunas veces retrasa el compás y otras lo adelanta. La guitarra gana mucha riqueza y complejidad en sus melodías debido a la libertad rítmica (lo que pasa también en cualquiera de los otros palos sin compás marcado); el uso de la amplia gama de arpegios, trémolos y demás adquiere otra dimensión. 
La malagueña se diferenció del fandango local porque su toque se hace cada vez más lento y sostenido, logrando así una extraordinaria riqueza. 
La malagueña se construye (y sólo de esta manera) con base en el modo frigio de mi, lo que en el argot flamenco se llama "por arriba". Los acordes de los grados y sus posturas básicas en la guitarra son:
| GRADO | ACORDE | POSTURA |
| ----- | ------ | ------- |
| I     | MI     |         |
| II    | FA     |         |
| III   | SOL    |         |
| IV    | LA m   |         |
| V     | SI     |         |
| VI    | DO     |         |
| VII   | RE m   |         |

## Cante
Es cante melodioso y solemne que adquirió categoría de cante grande en las voces de Enrique el Mellizo y Chacón. 
Existen diversas modalidades de malagueñas debidas a las creaciones individuales de una serie de intérpretes, tanto naturales de Málaga como nacidos en otros lugares de Andalucía. El flamencólogo Jorge Martín ha realizado el más exhaustivo escrito sobre las malagueñas, estudiando todas sus variedades y diferentes cantes de su entorno. 
Diego Clavel ha recogido en disco hasta cuarenta y siete estilos diferentes de malagueña. Es un cante con copla de cuatro o cinco versos octosílabos que generalmente se convierten en seis por repetición de alguno.

## Intérpretes
Algunos consideran a Juan Breva el creador de las primeras malagueñas, aunque otros considera a Juan Reyes El Canario, pues consideran que las malagueñas de Juan Breva son un fandango "abandolao". Por eso Álora, localidad natal de El Canario, es considerada como cuna de la malagueña. También son conocidas las malagueñas de La Trini, las del Niño Tomares y las del maestro Ojana, que son diferentes a las de Juan Breva. Realmente, los cantes de Juan Breva no debieran considerarse como malagueñas propiamente dichas, si bien es en la evolución de esos cantes donde tiene origen la malagueña; es decir: los cantes de Juan Breva pueden ser considerados como los previos a la malagueña, aquellos cantes que le dieron origen pero que no llegan a ser aún malagueña propiamente dicha. Del mismo modo, los cantes por este estilo de Enrique el Mellizo, Fosforito el Viejo y Chacón, de donde se dice que arrancan las "malagueñas nuevas", suponen un salto evolutivo con relación a las de las figuras citadas con anterioridad, que se agrupan entre los intérpretes de las que se han llamado "malagueñas de transición".
A finales de los 90, comenzó un nuevo resurgir de las malagueñas con las llamadas "Malagueñas de Fiesta" gracias al Concurso de Malagueñas, actualmente llamado Memorial José María Alonso. Por ello se comenzó a crear nuevas malagueñas bajo la norma de respetar el ritmo y el compás para poder hacerlas bailables por los diferentes grupos de danza. Autor de varias "Malagueñas de Fiesta" de esta época es Francisco Soler.